# Ernesto Cofiño
Ernesto Cofiño (ur. 5 czerwca 1899 w mieście Gwatemala, zm. 17 października 1991 tamże) – gwatemalski lekarz, pionier krajowej pediatrii, Czcigodny Sługa Boży Kościoła katolickiego.

## Życiorys
W 1919 rozpoczął studia medyczne na Sorbonie w Paryżu, w 1929 uzyskał specjalizację jako chirurg.
Został pierwszym profesorem pediatrii na Uniwersytecie San Carlos w m. Gwatemala, gdzie wykładał przez 24 lata. Był członkiem Amerykańskiej Akademii Pediatrycznej i Stowarzyszenia Pediatrów Języka Francuskiego. Jako inicjator lub dyrektor był zaangażowany w szereg przedsięwzięć natury medycznej i społecznej, był też jednym z założycieli tamtejszego ruchu pro-life. W 1956 poprosił o przyjęcie do Opus Dei i był supernumerariuszem. Mimo stwierdzenia w wieku 80 lat choroby nowotworowej, nadal kontynuował działalność. 
Od 1933 był żonaty z Clemencią Samayoa Rubio, z którą przeżył 25 lat i miał pięcioro dzieci (Ernesto, Clotilde, Clemencia, Sofía, Roberto i José Luis). Jako wdowiec pomagał w wychowaniu swoich 25 wnucząt.
Zmarł w opinii świętości. 31 lipca 2000 rozpoczął się jego proces beatyfikacyjny.